# Nick Cvjetkovich
Nicholas Cvjetkovich (29 de agosto de 1973) es un luchador profesional canadiense, más conocido por sus nombres artísticos The Original Sinn, Sinn y Kizarny.

## Carrera

### World Wrestling Entertainment (2007-2009)

#### Florida Championship Wrestling
Antes de aparecer en Smackdown, luchaba en la FCW bajo el nombre de Sinn Bowdee.

#### Smackdown
Debutó en Smackdown el 2 de enero del 2009 como face, derrotando a MVP desde entonces apareció en 3 battle royals, no logrando ganarlas. Fue despedido el 9 de marzo del 2009 debido a que su gimmick no le gustaba.

### Circuitos independientes (2009)
Actualmente lucha en la OVW bajo el nombre de Sinn Bodhi.

## En lucha
- Movimientos finales
  - Hellion Hammer[1] (High-impact running clothesline)
  - Hell-Bow[1] (Jumping pointed elbow smash a la nuca de un oponente boca abajo)
  - Sinn Kick[1] (Jumping enzuigiri)
  - Tallulah Belle (Bodyscissors double underhook DDT) - 2007-2009

- Movimientos de firma
  - Bearhug[1]
  - Hurricanrana[1]
  - Missile dropkick[1]
  - Monky flip[1]
  - Big boot
  - DDT[1]

## Campeonatos y logros

### Artes marciales
- Karate
  - Cinturón negro[2]

### Lucha libre profesional
- All Canadian Wrestling
  - ACW Heavyweight Championship (1 vez)[1]

- Independent Wrestling Revolution
  - IWR Tag Team Championship (1 vez) – con Elvis Elliot[4]

- Universal Wrestling Association (Ottawa)
  - UWA Heavyweight Championship (1 vez)[1]

- Pro Wrestling Illustrated
  - Situado en el Nº384 en los PWI 500 de 2011[5]

## Enlaces
- Web Archivado el 2 de febrero de 2011 en Wayback Machine.

- Datos: Q1186276
- Multimedia: Nick Cvjetkovich / Q1186276